# John Salmond
El Mariscal de la Reial Força Aèria Sir John Maitland Salmond GCB CMG CVO DSO & Barra RAF  (17 de juliol de 1881 – 16 d'abril de 1968) va ser un oficial britànic que arribà al màxim rang del Royal Flying Corps durant la Primera Guerra Mundial. Durant la primera meitat del segle xx va ser un comandant superior de la RAF, servint entre 1930 i 1933 com a  Cap de l'Estat Major de l'Aire.

## Biografia
John Salmond era fill del Major General Sir William Salmond. Era el fill petit, amb 3 germanes i un germà, Geoffrey. La seva educació va ser l'habitual dels de la seva classe a la dècada de 1880. Després de tenir diverses institutrius, assistí a la Miss Dixon's School, a la londinenca Thurloe Square. Amb 9 anys va ser enviat a l'Escola Preparatòria Aysgarth, a Yorkshire; el 1894, al Wellington College; i el 1900 assistí a la Reial Acadèmia Militar de Sandhurst.
El 1913, Salmond es desplaçà a Escòcia per casar-se amb Helen Joy Lumsden, filla de James Forbes Lumsden d'Aberdeen. Menys de 3 anys després, Helen Salmond morí durant el part de la seva primera filla, una nena anomenada Joy.
El 2 de juny de 1924, Salmond tornà a casar-se, aquest cop amb Monica Margaret Grenfell, filla del Baró Desborough, amb la que tingué un fill Julian, Que es va casar amb Brigid Wright, la tia de Sarah Ferguson l'esposa d'Andreu de York (germana de la seva mare) i una filla.

### Carrera Militar abans de 1930
Després de graduar-se a Sandhurst el 1901, va rebre el despatx d'oficial al Regiment King's Own Royal Lancaster. Es dirigí cap a Sud-àfrica per unir-se amb la seva nova unitat per participar en les etapes finals de la Segona Guerra Boer.
El 1902 es presentà per a l'Exèrcit de la Frontera de l'Àfrica Occidental, però la seva petició va ser denegada per ser massa jove. A l'any següent s'hi tornà a presentar, sent llavors acceptat i passant un any a Nigèria. Salmond s'estigué poc temps a l'Àfrica per malaltia, sent enviat de nou a Anglaterra.
Salmond aprengué a volar el 1912. Durant la Primera Guerra Mundial comandà diverses unitats del Royal Flying Corps, servint com a cap d'esquadró, ala i brigada. El 1917 va ser nomenat Director General de l'Aeronàutica Militar a l'Oficina de Guerra. Shalmond, va ser llavors nomenat Comandant del RFC al Camp. Després de la creació de la Royal Air Force, esdevingué Comandant de la RAF al camp. Entre 1923 i 1924 estigué al capdavant del Comandament d'Iraq, fent ús dels avions per sufocar revoltes. Aquest era un paper nou pels avions. En aquells moments, el rei Feisal era el governant d'Iraq, amb suport britànic. Quan les tropes del rei es revoltaren, van ser bombardejades. A inicis de 1929, Salmond va ser promogut a Mariscal en Cap de l'Aire, sent nomenat Membre de Personal de l'Aire, ocupant un seient al Consell de l'Aire.

### Cap de l'Estat Major de l'Aire
L'1 de gener de 1930, el Mariscal en Cap de l'Aire Salmond va ser nomenat Cap de l'Estat Major de l'Aire. Igual que el seu predecessor, Hugh Trenchard, Salmont també creia que la RAF s'havia de mantenir com una força independent. L'1 de gener de 1933, Salmond va ser promogut a Mariscal de la RAF i dimití del càrrec de Cap d'Estat Major l'1 d'abril de 1933. Va ser succeït pel seu germà gran, el Mariscal en Cap de l'Aire Sir Geoffrey Salmond, però només 27 dies després, Geoffrey Salmond va morir i John Salmond va haver d'ocupar el càrrec de forma interina, fins al 22 de maig de 1933.

### Darrers anys
Durant la Segona Guerra Mundial, Salmond va ser Director de la Producció d'Armament al Ministeri de Producció Aèria. Dimití del càrrec el 1941, després de topar amb Lord Beaverbrook, el Ministre de Producció Aèria. Llavors acceptà el nomenament de Director General de Control de Vols i Rescat Aeri al Mar. La malaltia el va fer retirar-se el 1943, tot i que seguí en contacte amb el Servei durant els anys següents. Salmond va ser President del RAF Club durant 23 anys, apareixent de manera regular a les grans celebracions de la RAF.
Salmond va morir el 1968, amb 87 anys, a Eastbourne, Sussex.

## Historial Militar i Condecoracions

### Dates de promocions[6]

#### Exèrcit
Tinent de 2a - 8 de gener de 1901
 Tinent - Abril de 1904
 Capità - 26 de juny de 1910
 Major - 1916
 Tinent Coronel - 3 de juny 1916
 Brigadier -  1 de febrer de 1916
 Major General - 22 de juny de 1917

#### RAF
Major General - Major General – 1 d'abril de 1918
 Vicemariscal de l'Aire – 1 d'agost de 1919
 Mariscal de l'Aire – 2 de juny de 1923
 Mariscal en Cap de l'Aire 1 de gener de 1929
 Mariscal de la RAF - 1 de gener de 1933

### Condecoracions[6]
Gran Creu de l'Orde del Bany - 3 de juny de 1931
 Comandant de l'Orde del Bany – 1 de gener de 1919
 Company de l'Orde de S. Miquel i S. Jordi – 4 de juny de 1917
 Comandant del Reial Orde Victorià - 27 d'agost de 1918
 Company de l'orde del Servei Distingit amb Barra
 Orde del Servei Distingit - 18 de febrer de 1915
 Barra – 24 de març de 1915
 8 Mencions als Despatxos - 19 d'octubre de 1914, 9 de desembre de 1914, 1 de gener de 1916, 15 de juny de 1916, 27 de juliol de 1917, 20 de maig de 1918, 31 de desembre de 1918, 10 d'abril de 1919
 Medalla del Rei de Sud-àfrica 1901-1902
 Estrella de 1914
 Medalla Britànica de la Guerra 1914-20
  Medalla de la Victòria 1914-1918
 Oficial de la Legió d'Honor - 10 d'octubre de 1918
 Creu de Guerra 1914-1918 (França) - 8 de novembre de 1918
 Comandant de l'Orde de la Corona (Itàlia) – 8 de novembre de 1918
 Creu de Guerra (Bèlgica) - 8 de novembre de 1918
 Comandant de l'Orde de Leopold – 8 de novembre de 1918
 Orde de l'Àliga Blanca (Rúsia)
 Medalla del Servei Distingit (Estats Units) – 15 de juliol de 1919